# Briantes
Briantes là một xã tại tỉnh Indre khu vực trung bộ Pháp. Xã này có diện tích 23,12 km², dân số thời điểm năm 1999 là 557 người. Khu vực này có độ cao trung bình 227 mét trên mực nước biển.